# Druiventeelt in het Westland
De Nederlandse druiventeelt vond grotendeels plaats in het Westland. Hierbij ging het om tafeldruiven. Van 1850 tot 1940 waren de Westlandse druiven behalve voor de binnenlandse markt ook voor de export een belangrijk tuinbouwproduct. In 1936 werd een recordhoeveelheid van 22 miljoen kilo druiven geproduceerd. Na 1960 stopten vele kwekers, gedwongen door concurrentie en hoge arbeidskosten. De teelt ervan vindt nog op zeer beperkte schaal plaats.

## Geschiedenis
Franciscus Verburch was in 1647 de eerste Westlandse pastoor en werd ook wel de ‘druivenpastoor’ genoemd omdat hij de eerste druiventakken naar het Westland zou hebben meegenomen. Een bewijs hiervoor is echter nooit geleverd. Al in 1261 werden er in 's-Gravenzande druiven geteeld in de wijngaard van een klooster. Ook in de jaren erna waren er wijngaarden bij de buitenplaatsen en versterkte huizen van de Westlandse adel. Eind 16e en begin 17e eeuw trokken welgestelden de steden uit om in rustigere gebieden in buitenhuizen te gaan wonen. Op de gronden rond de huizen kweekten zij siergewassen, groente en fruit. Het Westland was vanwege de goede ligging met goede vaarwegen, ligging aan zee en een goed tuinbouwklimaat zeer geschikt voor de teelt van druiven. 

### Druivenmuren
In 1828 wordt het Westland in verslagen voor het eerst genoemd als centrum van druiventeelt. De eerste kweken vonden in de open lucht plaats. Door het gunstige klimaat konden plaatselijk druiven in de open lucht geteeld worden tegen de zonzijde van zogenaamde druivenmuren, die bescherming boden tegen koude en harde wind en zo een gunstig microklimaat creëerden waarbinnen de druiven konden rijpen. 

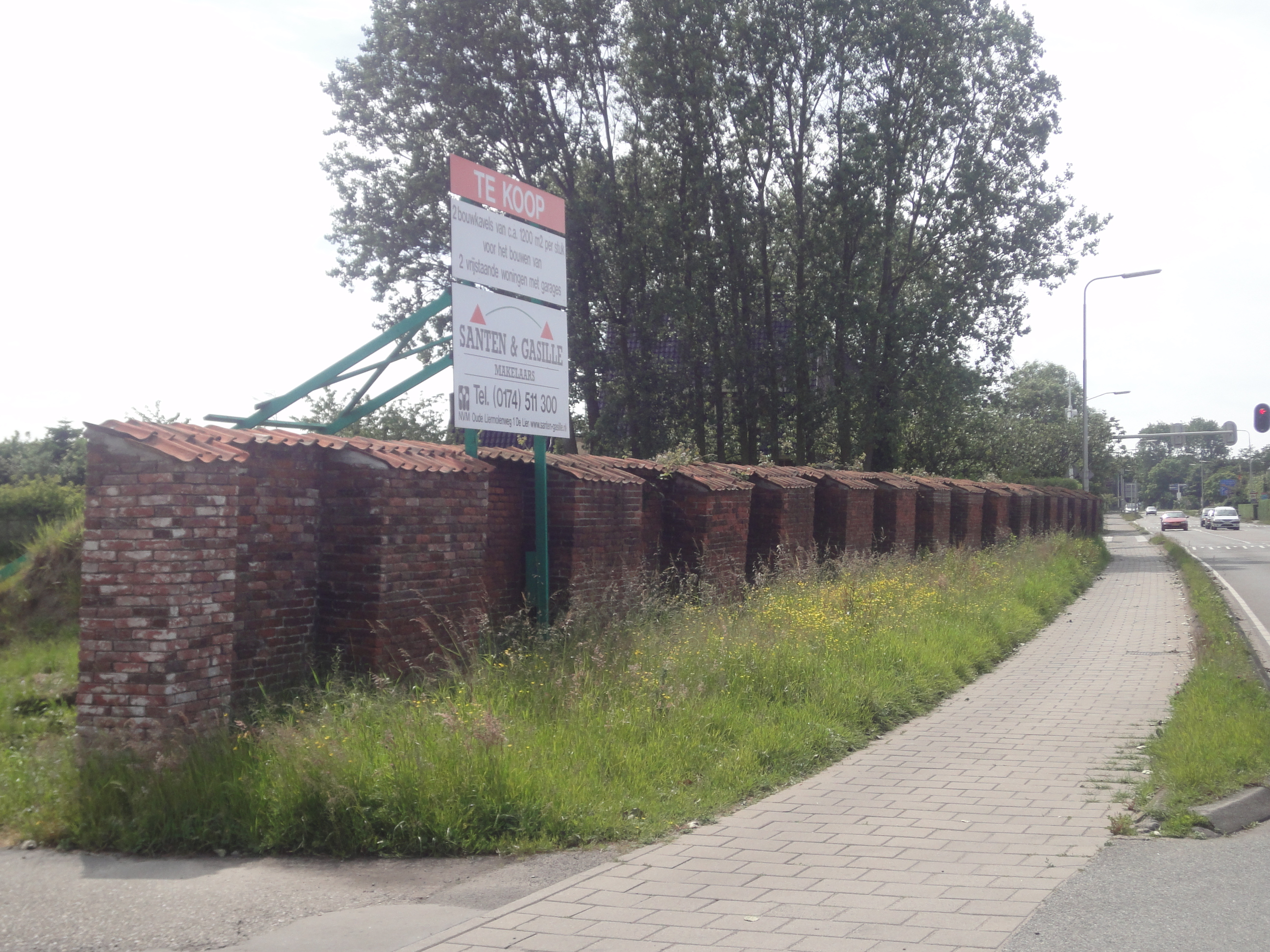
Druivenmuur in Monster

In 1835 stonden er ca. 800 druivenmuren in het Westland met een totale lengte van ca. 40 km. In 1859 vond een sterke uitbreiding plaats van de teelt aan muren. Ook schuttingen werden benut. De eerste schietramen werden toegepast.  

### Kassen
Omstreeks 1879 werden de eerste muurkassen gebouwd. In 1887 stond er 178 km druivenmuren, goed voor 531.000 kg druiven. In 1888 werd de eerste vrijstaande kas in het Westland gebouwd. Het idee daarvan is afkomstig uit het Belgische Overijse, waar op deze wijze de druiventeelt in serres (kassen) plaatsvond en nog steeds plaatsvindt. In de 19e eeuw vertrokken Westlandse boeren naar Overijse om daar de teelt van de druiven te bekijken. Toen zij terugkwamen in het Westland introduceerden zij hier deze kweekwijze. In 1892 werd de teelt van kasdruiven steeds belangrijker, het areaal buitendruiven nam af. In 1903 stond er 22 ha druivenkassen. In 1910 werden er geen buitendruiven meer geteeld. In 1912 stond er 63 ha druivenkassen. Tussen 1925 en 1930 vond de sterkste uitbreiding plaats. In 1939 was er 788 ha druivenkassen, goed voor 22 miljoen kg druiven. Later werden de kassen hoger en werden ze verwarmd, waardoor de kweek een beter verloop kon krijgen. Om meeldauw en insectenvraat tegen te gaan werd in de kassen gezwaveld, dat wil zeggen dat er potten met zwavel werden geplaatst, die zwaveldamp verspreidden. Bij de biodynamische teelt wordt dit niet gedaan, maar maakt men gebruik van insecten.  

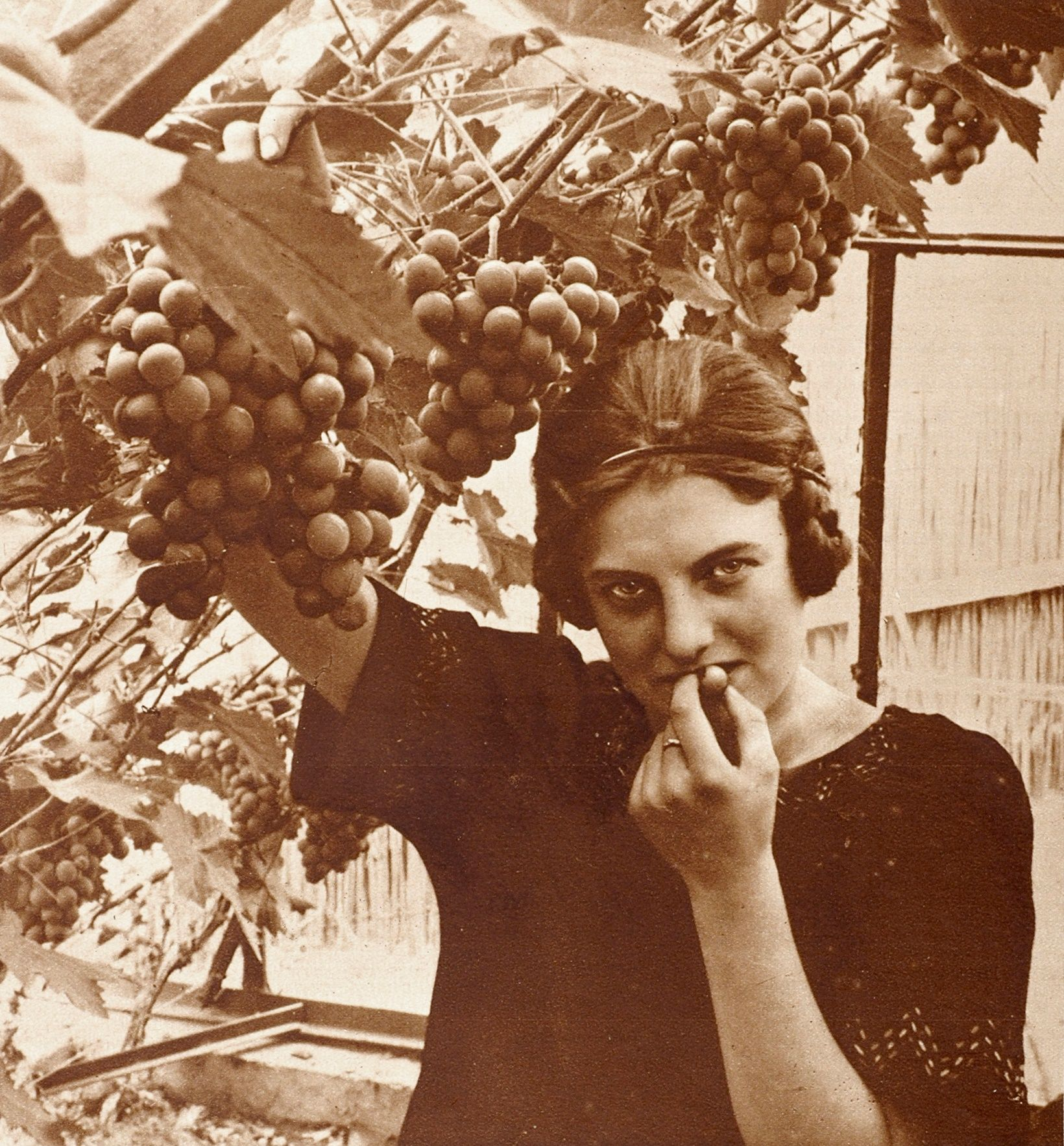
Druiven in een kas (1927)

### Teloorgang
Vanaf het midden van de 20e eeuw zette de daling in rap tempo in. Ten gevolge van te hoge arbeids-, energie-, onderhouds- en transportkosten, de toenemende buitenlandse concurrentie en gebrek aan opvolging, zagen veel Westlandse druivenkwekers zich genoodzaakt de teelt van druiven te staken en op de teelt van andere producten over te gaan.

## Restanten
In het Westland zijn nog diverse oude druivenmuren aanwezig.
Naast hobbykwekers zijn er nog enkele kwekerijen waar de Westlandse Druif geteeld wordt. Slechts twee commerciële druiventeeltbedrijven zijn er anno 2024 nog over, de Historische Druivenkwekerij Sonnehoeck (rijksmonument) in Kwintsheul en 'Biodynamische druivenkwekerij Nieuw Tuinzight’ in Den Hoorn. Op Nieuw-Tuinzight worden de druiven biologisch-dynamisch gekweekt. Op Sonnehoeck kan men de geschiedenis van de glastuinbouw in het Westland ervaren. Sonnehoeck is een rijksmonument.  De kosten voor het telen van de druiven liggen vanwege het arbeidsintensieve karakter vrij hoog. De verkoop van druiven vindt daarom plaats op de kwekerij, in gespecialiseerde groentewinkels of via in de streek gelegen biologische winkels.
De rassen die gekweekt worden zijn: Frankenthaler wit, Frankenthaler blauw, Black Allicante, Gros Maroc, Blauwe Emiel en Muscaat van Alexandrië. De druivenrassen dragen de naam Westlands Roem vanwege hun vermaardheid.

## Druivenkoningin

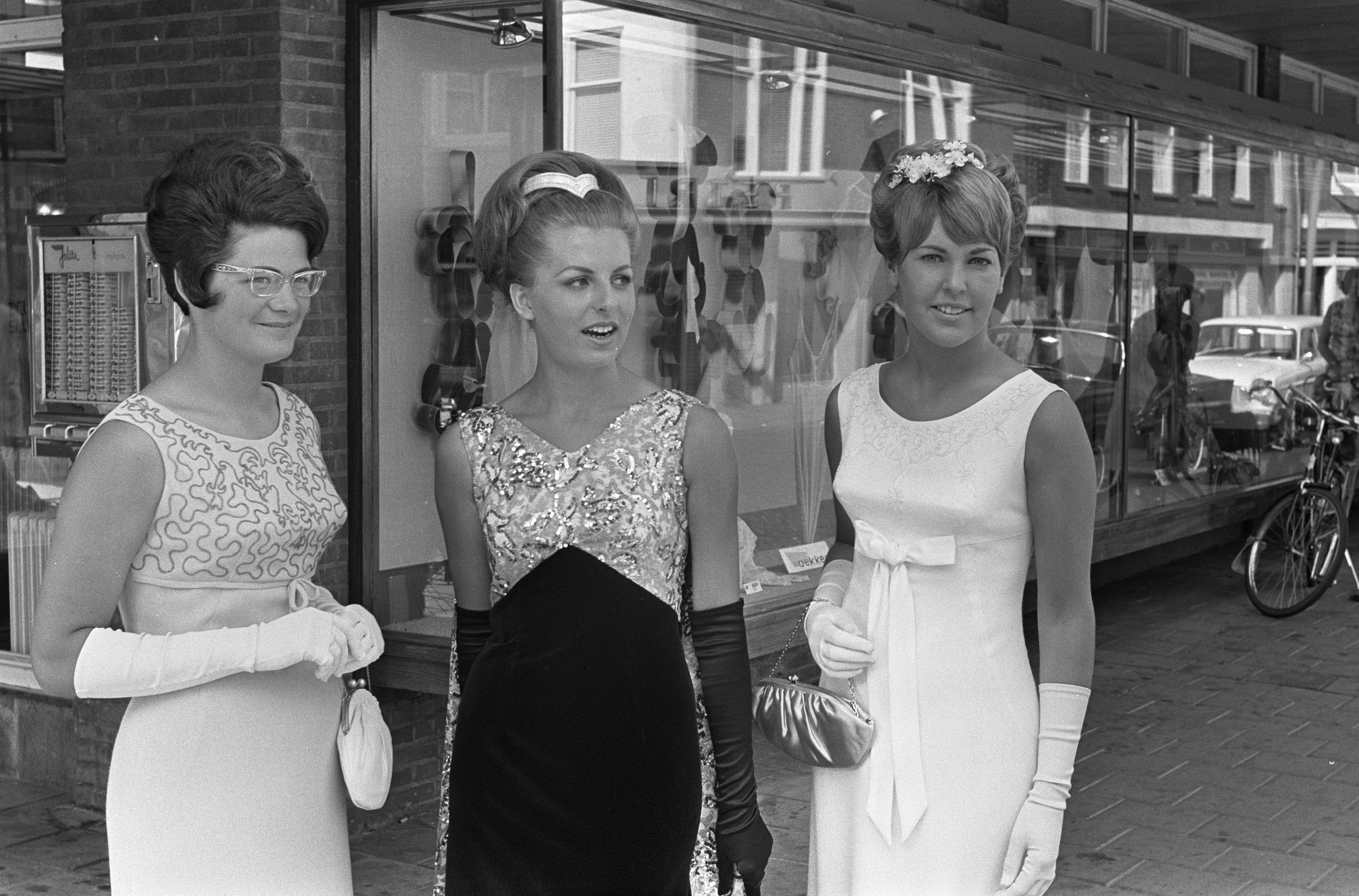
Druivenkoningin, Oogstfee en Bloemenfee in 1966

Ieder jaar werd er sinds 1952 tijdens het Druivenfeest in Naaldwijk uit de Westlandse bevolking een druivenkoningin gekozen, die de Westlandse druiven mocht promoten. Een voorbeeld hiervan was de Rijswijkse Anneke Elro. Rijswijk werd in die tijd gerekend tot het Westland, vanwege de uitgebreide schaal waarop daar glastuinbouw plaats vond. Vanaf 2007 tot 2020 werd een druivenprinses gekozen. In 2020 sloot themapark De Westlandse Druif waardoor ook de verkiezing tot druivenprinses stopte.

## Termen uit de (Westlandse) druiventeelt
BindenWanneer de druivenplanten uitgroeien - en dat gebeurt in hoog tempo – worden de ranken gebonden om ze te geleiden in hun groei.
DiefAan de in het najaar teruggesnoeide vruchtzetels worden doorgaans twee scheuten aangehouden die vrucht zullen dragen. De volledige scheut is bezet met bladeren en in iedere bladoksel zit een knop. Als de scheut op lengte is wordt deze getopt. Daarmee wordt de groei uit de scheut gehaald, maar dit activeert de knoppen in de bladoksels om uit te lopen. De scheutjes die dan ontstaan noemen we diefjes. De onderste diefjes worden tot op de hoogte van de tros uitgebroken. De diefjes boven de tros tot in de top worden op 1 oog gezet. Het uitbreken en op 1 oog zetten wordt ‘dieven’ genoemd.
DruivenplukHet afknippen van de druiventrossen gebeurt op het noordelijk halfrond in de periode augustus tot en met eind oktober. Deze periode is afhankelijk van de hoeveelheid zon en zonnewarmte die de druiven hebben gehad.
DruiventrosTros wordt de gehele groeiwijze van de druiven genoemd. De vorm van de tros is van een omgekeerde kegel.
Druivenziekten en -plagenEen druivenziekte die voor kan komen in de teelt in kassen is onder andere meeldauw. Plagen kunnen zijn: spint, trips, trosrups, suzuki-fruitvlieg, galmijten en druivenhaantjes ofwel taxuskevers.
KorrelEen korrel is de eerste vorming van een druif. Het is dan nog een groen steeltje met een groen bolletje.
KrentenKrenten is het uitdunnen van het aantal korrels in een tros druiven, waarbij deze tot op een derde aan bessen wordt teruggebracht. Dit gebeurde door vrouwen en kinderen, omdat de telers hiervoor te ruwe en grove vingers bezaten. Op deze wijze kon de tros vol en kegelvormig uitgroeien. Het krenten gebeurt in de maanden juni en juli.
TissieEen tissie is een steeltje druiven, geknipt van een druiventros.